# Iisalmi
Iisalmi (del sueco: Idensalmi) es una ciudad de la Finlandia Oriental y la región de Savonia del Norte, en Finlandia.
Kuappi, el restaurante más pequeño del mundo, se encuentra en Iisalmi.

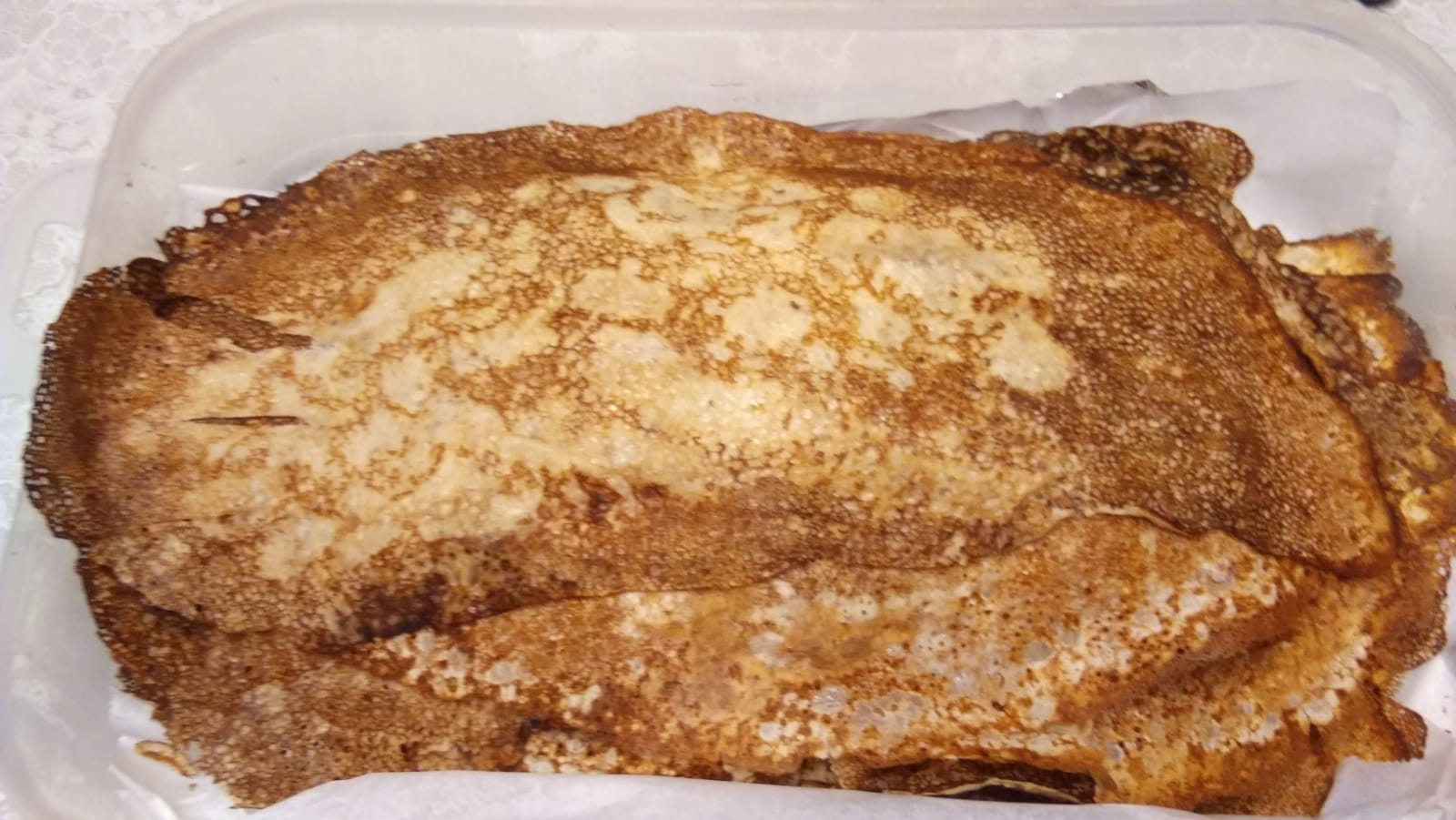
Muurinpohjalettu

En la década de 1980, cada uno de los entonces municipios de Savo votó por sus propios platos de autor. "Muurinpohjalettu" fue elegido como el plato tradicional de Iisalmi. 

## Enlaces
- Wikimedia Commons alberga una categoría multimedia sobre Iisalmi.
- Sitio Oficial de Iisalmi

- Datos: Q748533
- Multimedia: Iisalmi / Q748533